# Алибар
Алибар (осет. Алибар, груз. ალიბარი — Алибари) — село в Закавказье. Расположено в Знаурском районе Южной Осетии, фактически контролирующей село; согласно административно-территориальному делению Грузии — в Карельском муниципалитете.

## География
Расположено в центре Знаурского района к северо-западу от райцентра Знаур.

## Население
По переписи 1989 года из 106 жителей осетины составили 65 % (67 чел.), грузины — 35 % (34 чел.).

## Топографические карты
- Лист карты K-38-64 Цхинвали. Масштаб: 1 : 100 000. Состояние местности на 1987 год. Издание 1989 г.